# Aker (Norsko)

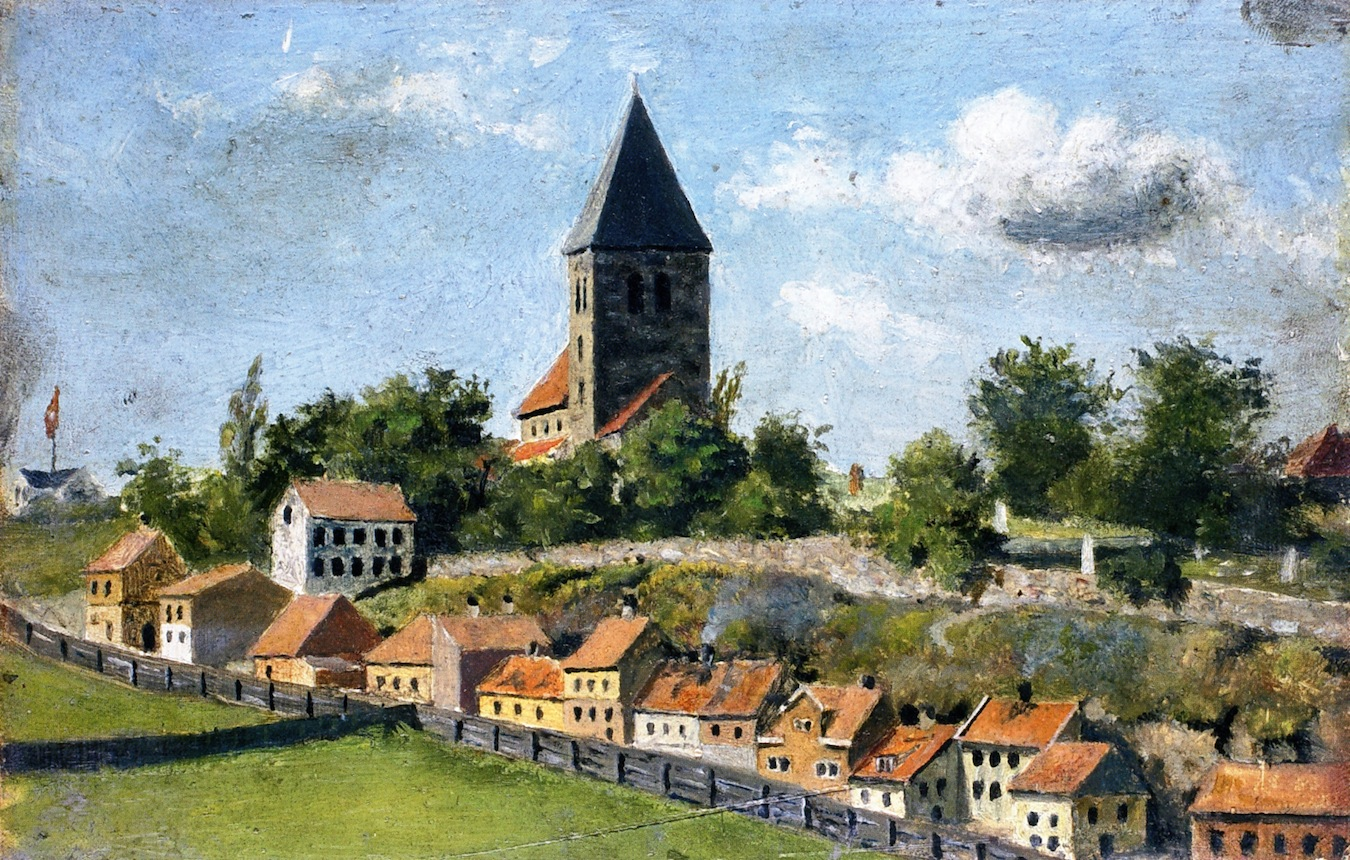
Kostel Gamle Aker po kterém byla setnina pojmenována, s ulicí Telthusbakken v popředí, na obraze Edvarda Munche z roku 1880

Aker je bývalá setnina (herred) ve východním Norsku, od roku 1948 součást Oslo. Jméno setniny pochází od kostela Gamle Aker, který je zase pojmenován podle dvou statků: Store Aker a Lille Aker, jejichž název vychází ze staroseverského ákr „pole“. Z jména kostela vychází i pojmenování pevnosti Akershus a z toho zase označení stejnojmenného kraje. Byla založena roku 1837 a obklopovala celou Christianii, tedy pozdější Oslo, která zahrnovala jen malé území, zhruba mezi Královským palácem a řekou Akerselvou. Aker zahrnoval čtyři farnosti: Ullern, Vestre Aker, Østre Aker a Nordstrand, a měl rozlohu 437 km², tedy 27krát více než vlastní město, a žilo v něm téměř 150 tisíc obyvatel. Postupně bylo území setniny převáděno na město, především v letech 1859 a 1878, a v roce 1948 celý Aker zanikl ve prospěch Oslo.